# Hofmeyria atavus
Hofmeyria atavus è un terapside estinto, appartenente ai terocefali. Visse nel Permiano superiore (circa 257 - 254 milioni di anni fa) e i suoi resti fossili sono stati ritrovati in Sudafrica.

## Descrizione
Questo animale era di piccole dimensioni: il solo cranio era lungo circa 8 centimetri, ed è possibile che la lunghezza complessiva fosse di circa 40 centimetri. Hofmeyria era dotato di grandi orbite rivolte lateralmente, una cresta parietale bassa e un muso corto e largo. Queste caratteristiche permettevano di distinguerlo da altri terocefali quali Pristerognathus; la presenza di cinque denti postcanini, invece, era una caratteristica che lo distingueva da Whaitsia. La formula dentaria della mascella era 5 incisivi, 1 canino e 5 postcanini. Il canino era particolarmente allungato e raggiungeva il margine inferiore della mandibola. Erano presenti due grandi diastemi tra l'ultimo incisivo e il canino, e tra quest'ultimo dente e il primo postcanino. Tra i vari postcanini, tuttavia, erano presenti ulteriori piccoli spazi.

## Classificazione
Hofmeyria atavus venne descritto per la prima volta da Robert Broom nel 1935, sulla base di resti fossili ritrovati in Sudafrica, nel Karroo, e risalenti al Wuchiapingiano ("zona a Endothiodon"). Hofmeyria è considerato un membro piuttosto derivato dei terocefali, un gruppo di terapsidi notevolmente differenziati. Hofmeyria, inoltre, è il genere eponimo della famiglia Hofmeyriidae, affini ai più noti Whaitsiidae; questi due gruppi sono vicini al clade Baurioidea, comprendenti i terocefali più derivati.

## Paleoecologia
Le caratteristiche morfologiche del cranio e della dentatura indicano che Hofmeyria era un piccolo predatore terrestre.